# Rozruchy w Jeżowie
Rozruchy w Jeżowie – rabunek i starcie zbrojne polskich chłopów, milicjantów i żołnierzy z żołnierzami sowieckimi, do którego doszło 25 października 1945 w Jeżowie (powiat brzeziński). 
Do zdarzeń doszło na miejscowym targu, kiedy to pijani czerwonoarmiści zaczęli plądrować i rabować polskie stragany należące do okolicznych chłopów (było to dziewięciu żołnierzy z kompanii ochrony Oficerskiej Szkoły Łączności pod dowództwem młodszego lejtnanta Mitina lub Milutina, którzy wcześniej kontrolowali drzewka owocowe w pobliskim majątku Popień). Powodem było zawyżenie ceny ogórków (chętnie konsumowanych przez Sowietów do wódki) przez jednego ze sprzedawców. Właściciele dobytku postawili tym działaniom zdecydowany opór, m.in. używając kamieni i pistoletu (być może to Sowieci pierwsi użyli pepeszy). Na pewno Rosjanie użyli granatów ręcznych, którymi obrzucili cywilów. W odpowiedzi na atak do Jeżowa ściągnęły posiłki złożone z funkcjonariuszy milicji oraz pracowników Urzędu Bezpieczeństwa z Brzezin. Było to konieczne, ponieważ miejscowi funkcjonariusze milicji zostali poprzedniej nocy rozbrojeni przez nieznany oddział zbrojnego podziemia i nie mogli stawić Sowietom należytego oporu. Sowieci zajęli więc bez trudu i zdemolowali lokalny posterunek milicji. Dalej demolowali stragany i terroryzowali miejscową ludność, która mimo wszystko broniła się wraz z dwoma żołnierzami Wojska Polskiego. W końcu przybył z Brzezin 23-osobowy oddział funkcjonariuszy MO z Powiatowego Urzędu Bezpieczeństwa Publicznego. Mocno naciskani żołnierze sowieccy wycofali się do Popienia i zabarykadowali się w jednym z budynków zajmowanych przez Armię Czerwoną, gdzie odpierali ataki Polaków i odmawiali poddania się (mieli m.in. karabin maszynowy, z którego razili Polaków i odpierali oblężenie). Obie strony telefonowały po posiłki, bo wszystkim z czasem skończyła się amunicja, a Sowieci zaczęli trzeźwieć. Lejtnant Milutin odmawiał wydania sprawców rozruchów oblegającym Polakom, którzy grozili sądem doraźnym. Zażądał także przewiezienia rannych do szpitala. Do Jeżowa przybył wówczas nieznany z nazwiska wyższy rangą oficer Armii Czerwonej (być może komendant jednostki), który złożył obietnicę oddania napastników w ręce rosyjskiego wymiaru sprawiedliwości. Ostatecznie zakończyło to starcia, w których zginęło 17 osób, a wiele zostało rannych. Kilka godzin po zakończeniu walk i po przesłuchaniu, Sowieci powrócili do swojej kwatery w Popieniu, co wywołało wściekłość Polaków, ale do dalszych starć nie doszło.